# Fidel (nombre)
Fidel es un nombre de pila masculino de origen latino en su variante en español. Proviene de Fidelis, ‘fiel, digno de fe’, derivado de fides, ‘fe’.

## Santoral
24 de abril: San Fidel de Sigmaringa, presbítero capuchino.

## Variantes
- Femenino: Fidela.

| Variantes en otras lenguas | Variantes en otras lenguas |
| -------------------------- | -------------------------- |
| Español                    | Fidel                      |
| Alemán                     | Fidelis                    |
| Catalán                    | Fidel                      |
| Checo                      | Fidel                      |
| Danés                      | Fidelis                    |
| Euskera                    | Pidel                      |
| Finlandés                  | Fidelis                    |
| Francés                    | Fidèle                     |
| Holandés                   | Fidelis, Fideel            |
| Húngaro                    | Fidél                      |
| Inglés                     | Fidelis                    |
| Islandés                   | Fídelis                    |
| Italiano                   | Fedele                     |
| Latín                      | Fidelis                    |
| Lituano                    | Fidelis                    |
| Noruego                    | Fidelis                    |
| Polaco                     | Fidelis                    |
| Portugués                  | Fidélis, Fiel              |
| Rumano                     | Fidel                      |
| Ruso                       | Фиделий (Fidelij)          |
| Sardo                      | Fidele, Fideli             |
| Sueco                      | Fidelis                    |